# Руч'ї (Кандалакський район)
Руч’ї (рос. Ручьи) — селище у Кандалакському районі Мурманської області Російської Федерації.
Населення становить 1 особу. Належить до муніципального утворення Кандалакське міське поселення .

## Населення
| 2002 | 2010 |
| ---- | ---- |
| 10   | ↘1   |